# María Cañas
María Cañas (Sevilla, 1972) es una artista multimedia española cuya obra está cargada de ironía con un sentido crítico y contradictorio dominante en sus instalaciones y vídeos tocando los límites entre ficción y realidad.

## Trayectoria artística
Cañas se licenció en Bellas Artes en la Facultad de Bellas Artes de la Universidad de Sevilla y cursó el doctorado en Estética e Historia de la Filosofía también en la hispalense. En los años 90, la andaluza comenzó a adentrarse en el ámbito artístico centrándose cada vez más en la experimentación con nuevos medios digitales y en la tradición del cine experimental found footage, coleccionando y reciclando material audiovisual existente en el mundo contemporáneo con el objetivo de cambiar su sentido hacia la sátira. Desde el año 2000 su proyecto “videodelirios risastentes” se ha exhibido y premiado en festivales nacionales e internacionales.
Una de las más polémicas instalaciones de la artista es "La sustancia herencia", creada en colaboración con Juan Romero y expuesta en 1999 en el espacio “Zona emergente” del Centro Andaluz de Arte Contemporáneo (CAAC), en la que artistas proponían una reflexión sobre los nacionalismos excluyentes y sus símbolos.
Otro trabajo emblemático es Sé villana (La Sevilla del Diablo) de 2013, donde la artista afronta la contradictoria relación que mantiene con su ciudad natal mediante, según sus palabras, “un incisivo y esperpéntico viaje por la esencia de Sevilla en sus tradiciones más arraigadas y sus extravagantes derivaciones que rinde homenaje al pueblo no sólo como cantera de materiales folclóricos sino como auténtico protagonista de la historia”. Sé villana se proyecta en la primera sala de la exposición RISAS EN LA OSCURIDAD junto a Holy Thriller (2011), donde se produce el improbable encuentro entre Michael Jackson y una banda cofrade de Semana Santa. En otra sala se reúnen varias obras bajo el lema punk “Mata a tus ídolos” sobre los fanatismos y la conversión de las religiones en negocio, ejemplificada por los gurús mediáticos de Voy a decirle a Dios que te apuñale (2011).
El CAAC de Sevilla coprodujo cuatro obras nuevas, entre ellas la videoinstalación de tres canales Risas en la oscuridad (2015), un homenaje a los arquetipos cinematográficos de mujeres independientes que se rebelan ante lo establecido y muestran su poder a través de la risa; y La mano que trina (2015), una sátira sobre la nueva “religión del selfie” y otras patologías relacionadas con la digitalización de la sociedad actual.
Dirigió Animalario TVProducciones, una plataforma de experimentación audiovisual en diversos campos como videoclips, videocreaciones, imagen digital, instalaciones y proyectos en Internet.
Su obra Kiss the fire (2007), expuesta por primera vez en 2007 en la Iglesia Santa Lucía de Sevilla dentro del Proyecto Iniciarte (Consejería de Cultura de la Junta de Andalucía), se expuso en 2015 en el Centro de Arte Contemporáneo de Málaga (CAC Málaga). En el año 2016 participó en la Bienal Miradas de Mujeres de la asociación Mujeres en las Artes Visuales en la exposición "Feminis-arte IV. Mujeres y narraciones estéticas genéricas" en el espacio CentroCentro de Madrid, junto con otras artistas como Beth Moisés, Marisa González, Paloma Navares, Anna Jonsson y Carmela García entre otras, y comisariada por Margarita Aizpuru. Ese mismo año recibió el Premio El Público a las Artes Plásticas, que concede anualmente este prestigioso programa cultural de Canal Sur Radio.
Sus trabajos se han expuesto en galerías nacionales como Juana de Aizpuru, La Caja China, Carmen Carmona y Sala de eStar (Sevilla), Fernando Serrano (Huelva), Carmen de la Calle (Madrid) y ADN (Barcelona). Sus obras ha sido presentadas también en eventos y festivales internacionales, como Medialab Panorama Diginal 03, BAC’06, el Festival LOOP’07, el Festival Internacional de Cine de Las Palmas, Art Futura, VAD (Girona) o Transmediale 03 (Berlín, Alemania).
Como mujer artista y feminista ha formado parte de la junta directiva de la asociación Mujeres en las Artes Visuales.
En septiembre de 2017 fue la encargada de realizar el cartel para la decimocuarta edición del Festival de Cine Europeo de Sevilla.

## Debate de 2017
En 2017 presentó a los organizadores de la 14.ª edición del Festival de Cine Europeo de Sevilla, varias propuestas para el cartel que le habían encargado. Escogieron una que homenajeaba la estética de las revistas pulp, reutilizando -con varios retoques- una imagen preexistente bajada legalmente de un banco de datos. Algunas personas (presumiblemente desconocedoras de la trayectoria artística de María Cañas), la acusaron de plagio, a pesar de que ella en ningún momento afirmó que la ilustración fuese propia, sino que se enmarcaba en la tendencia estética bautizada como "apropiacionismo". Los propios herederos del ilustrador original (Walter Popp, hasta ese momento bastante desconocido) agradecieron la reutilización de dicha imagen, renunciando incluso a cualquier tipo de remuneración económica, si bien pidieron que el nombre de su padre apareciese en el cartel, y así se hizo sin ningún problema. De hecho, la mujer que aparece en la ilustración de Walter Popp es su propia esposa y madre de sus hijos (actualmente herederos de su legado). Ello originó un interesante debate en las redes sociales acerca de la naturaleza del arte.

## Reconocimientos
Entre los premios y galardones recibidos por Cañas, destacan:
- 2006: Premio Actividad Artística Iniciarte. Consejería de Cultura. Junta de Andalucía. Inauguración Espacio Iniciarte Kiss the Fire.
- 2007: Premio Ibn Batuta FIAV (Francia) a su pieza TheToro’sRevenge.
- 2007: Premio Memorimage Videocreación (Reus, Cataluña).
- 2007: Premio Román Gubern de Cinema Assaig de la UAB (Barcelona, Cataluña).
- 2013: Premio "Ciudad de Alcalá" Certamen Nacional de cortometrajes ALCINE festival a Sé villana. La Sevilla del Diablo.
- 2013: Premio Julio Diamante Asecan al riesgo creativo formal y argumental por Sé villana. La Sevilla del Diablo en Festival Alcances, Cádiz.
- 2013: Premio a la Mejor Película para Sé villana. La Sevilla del Diablo. Festival MÁRGENES. www.margenes.org Cineteca Matadero. Madrid.
- 2017: Premio X Films, Festival Punto de Vista de Pamplona, Gobierno de Navarra.
- 2016: Premio El Público a las Artes Plásticas que otorga Canal Sur Radio (Andalucía).
- 2016: Premio RTVA Canal Sur Alcances, Cádiz y Mención especial del jurado por La mano que trina.
- 2018: Premio al montaje "Ciudad de Alcalá" del Certamen Nacional de cortometrajes ALCINE festival a la obra EXPO LIO´92. Alcalá de Henares.
- 2018: Premio a la Mejor Película para EXPO LIO´92. Festival MÁRGENES. www.margenes.org La casa Encendida. Madrid.
- 2019: Premio ALMA al mejor guion del Festival de Cine de Alcalá de Henares por La cosa vuestra.
- 2022: Premio Cámara Oscura en el XI Festival Nuevo Cine Andaluz de Casares.[16]
- 2023: Premio Underground Spirit, otorgado por el Festival de Cine Europeo de Palić, por su trabajo excepcional en el campo del cine independiente.[17]
- 2024: Premio Corto español en Intersección-Festival Internacional de Cine de A Coruña, Sección Internacional, a Gritaré sobre tu tumba.[18][19]